# Гоен-Фіхельн
Гоен-Фіхельн (нім. Hohen Viecheln) — громада в Німеччині, розташована в землі Мекленбург-Передня Померанія. Входить до складу району Північно-Західний Мекленбург. Складова частина об'єднання громад Дорф-Мекленбург-Бад-Кляйнен.
Площа — 18,96 км2. Населення становить 634 ос. (станом на 31 грудня 2020).

## Галерея

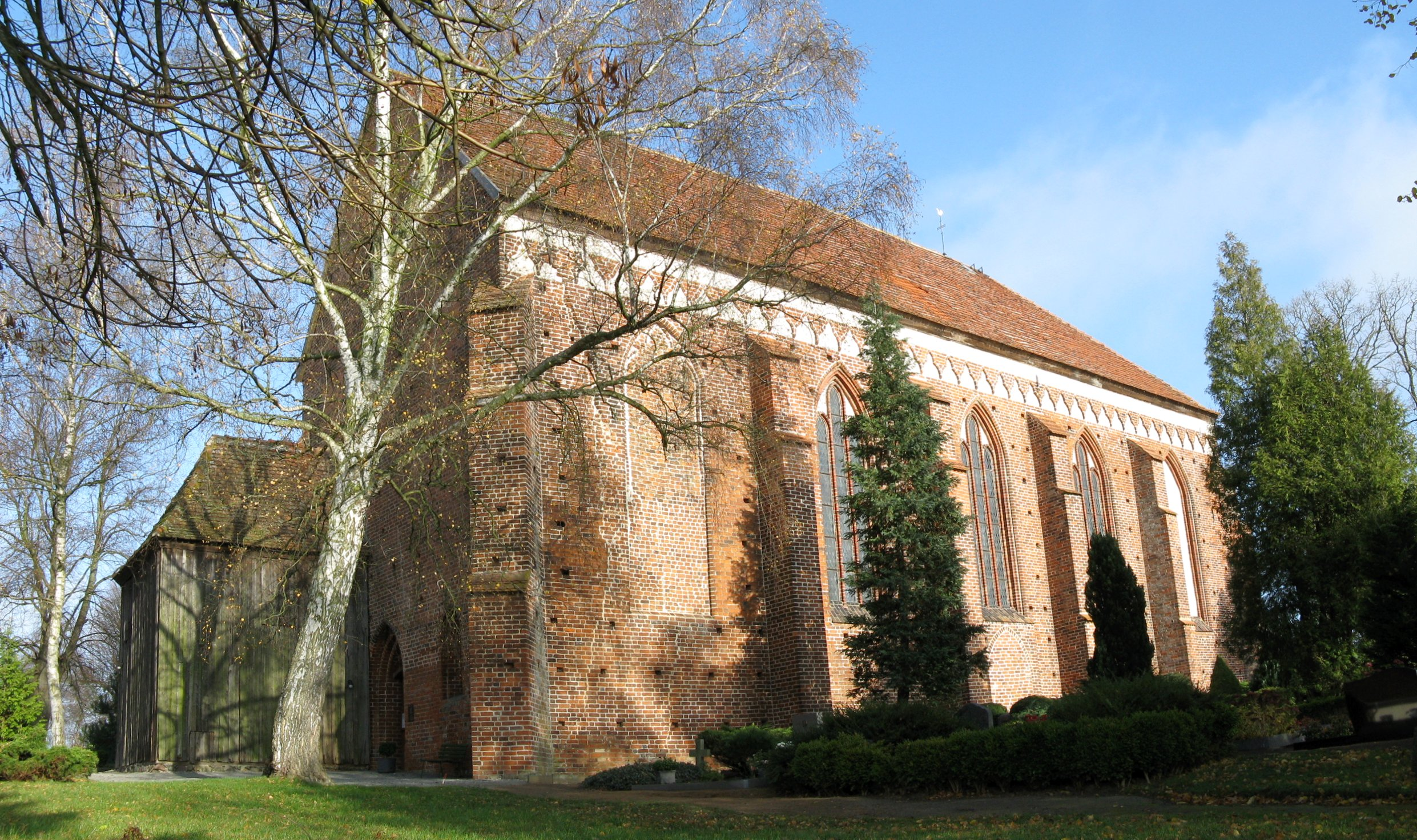